# جان إم. بينيت
جان إم. بينيت (بالإنجليزية: Jean M. Bennett)‏ هي فيزيائية أمريكية، ولدت في 1930، وتوفيت في 2008.